# 司徒錦源
司徒錦源（英語：Szeto Kam Yuen，1964年7月11日—2012年10月13日），香港電影及電視編劇。

## 經歷
司徒錦源在1981年畢業於五育中學，在校時與著名導演葉偉信為同學。
1983年加入香港無綫電視，擔任編劇工作，1989年跟隨韋家輝加入亞洲電視，再於1991年重返無綫，後加入銀河映像，為杜琪峰和韋家輝寫下了不少情節出人意表的劇本，包括《一個字頭的誕生》、《暗花》及《非常突然》。1998年回歸無線，編審TVB劇有《勇探實錄》、《創世紀》、《廟街·媽·兄弟》等。尤以《創世紀》最為經典，其中許文彪那段批判地產商的對白出自其手筆，仍不時有電影佳作，如《愛·作戰》、《殺破狼》及《放·逐》等。
司徒錦源於約2011年左右被驗出患有肺癌，在一年的治療中曾經情況好轉，但最終於2012年10月13日逝世，終年48歲。其劇本遺作為彭順導演的3D電影《逃出生天3D》，電影在結尾上特別向其致謝。

## 電視劇作品 (無綫電視)
- 1983年:再版人
- 1983年:畫出彩虹
- 1984年:新紮師兄
- 1986年:流氓大亨
- 1986年:赤腳紳士
- 1989年:還我本色
- 1992年:壹號皇庭
- 1993年:壹號皇庭II
- 1993年:開心華之里
- 1993年:馬場大亨
- 1998年:寵物情緣
- 1999年:創世紀
- 1999年:創世紀II天地有情
- 2000年:廟街·媽·兄弟
- 2000年:勇探實錄
- 2001年:彩色世界

## 電視劇作品 (亞洲電視)
- 1990年：藍月亮
- 1990年：赤子雄風
- 1990年：還看今朝
- 1990年：我係Tuna Fi
- 1991年：中環英雄
- 1991年：天地無情

## 電影
- 一個字頭的誕生 (1997年)
- 非常突然 (1998年)
- 真心英雄 (1998年)
- 暗花 (1998年)
- 神偷次世代 (2000年)
- 2002 (2001年)
- 熱血青年 (2002年)
- 愛·作戰(2003年)
- 阿嫂 (2005年)
- 怪物 (2005年)
- 殺破狼 (2005年)
- 狗咬狗 (2006年)
- 放·逐 (2006年)
- 導火線 (2007年)
- 軍雞 (2007年)
- 機動部隊之絕路 (2008年)
- 十分鍾情之開飯 (2008年)
- 青苔 (2008年)
- 意外 (2009年)
- 翻叮我老婆 (2010年)
- 追凶 (2012年)
- 車手 (2012年)
- 逃出生天3D (2013年)
- 特殊身份 (2013年)
- 西遊記之大鬧天宮 (2014年)